# Julie Palau
Julie Palau (Surrey, 15 de marzo de 1939 – K2, 7 de agosto de 1986) fue una montañista y documentalista cinematográfico británica. Pereció en la tragedia del K2 y fue la primera mujer de su país en escalar aquel monte.

## Biografía

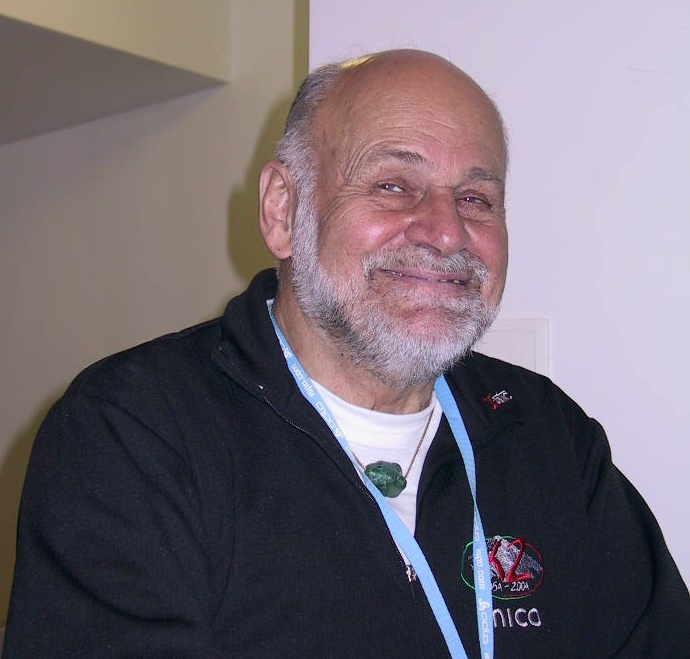
Kurt Diemberger fue su mejor amigo y compañero de montañismo.

Comenzó a escalar en 1956 como pasatiempo, en las colinas de Royal Tunbridge Wells y en ese lugar conoció a Terry Tullis. Se casó con él en 1959 y vivieron como inversores de pequeñas empresas.
Palau practicaba aikidō, profesaba el budismo tibetano, colaboraba a la fundación del neozelandés Edmund Hillary para el pueblo sherpa y era afín a la fotografía de naturaleza.
En 1976 conoció al respetado montañista austriaco Kurt Diemberger, quien fue su mejor amigo y con quien escaló desde 1980.

## Carrera
En 1981 se le ocurrió documentar las travesías con Diemberger y como primer documental escalaron la montaña asesina, el Nanga Parbat. Continuaron con expediciones al extremo noreste del Monte Everest y Palau alcanzó la cima del mundo en 1983.
Al año siguiente escalaron el Broad Peak y empezaron a planificar escalar la montaña salvaje que intenta matarte: el K2. Diemberger no estaba cómodo con la idea de documentar el ascenso a una montaña tan peligrosamente mortal, pero Palau insistió.

## Tragedia del K2
En el verano de 1986 ocurrió la tragedia del K2, trece montañistas fallecieron en el monte. Diemberger y Palau querían documentar la infame línea polaca (desde otra ubicación), la ruta que habían usado Jerzy Kukuczka y Tadeusz Piotrowski tres semanas antes y que es definida suicida por Reinhold Messner. La línea polaca jamás volvió a ser usada.
El 4 de agosto de 1986 los documentalistas hicieron cima, convirtiendo a ella en la primera mujer británica en escalar el K2, pero el descenso se complicó y una dura nevasca provocó que los escaladores deberían resguardarse en el Campamento base 4 durante varios días y con poca comida. Impedidos de bajar, la forzada estadía en la zona de la muerte fue demasiado larga y le ocasionó mal de montaña a todos los escaladores (siete en total).
Palau sufrió un edema pulmonar de altitud y se negó a intentar descender, sabiendo que la montaña con esas condiciones climáticas mataría a todos sus colegas. Finalmente la falta de medicamentos y el tremendo agotamiento físico le produjo un edema cerebral de altitud, la noche del 6 de agosto entró en coma y murió al día siguiente.

## Legado
Palau sabía que moriría escalando, porque creía que los amantes de las montañas le pertenecían a ellas; quienes siempre las reclamaban para inmortalizarlos como sus guardianes. La trágica muerte de Julie le afectó muchísimo a Diemberger y jamás volvió a escalar, en 2004 publicó su libro K2: Sueño y destino, La montaña de las montañas y se lo dedicó a ella.
En 1986 su cuerpo fue enterrado naturalmente en la ladera de la montaña. En 2005 se encontró un casete en la zona del entierro, tenía un audio grabado por Palau en 1982 y ella lo llevaba a sus excursiones por el contenido motivador.